# TFO
TFOはカナダ・オンタリオ州を中心に展開しているフランス語系テレビ局である。

## 概要
1987年1月に開局。TFOはオンタリオ州政府により運営されている。

## 主な番組
- Méga TFO
- RelieF
- Les Bleus de Ramville
- Volt